# Soma (groupe)
Pour les articles homonymes, voir Soma.
 (novembre 2012).
Si vous disposez d'ouvrages ou d'articles de référence ou si vous connaissez des sites web de qualité traitant du thème abordé ici, merci de compléter l'article en donnant les références utiles à sa vérifiabilité et en les liant à la section « Notes et références ».
 (mars 2023).
Soma est un groupe de pop-rock français fondé en septembre 2001. Ils sont connus pour leur musique dynamique et leurs performances énergiques.

## Biographie
L'histoire commence de manière classique : quatre amis sur les bancs d'un lycée d'Istres au milieu des années 90 se retrouvent autour d'une passion commune pour le rock, et notamment les Smashing Pumpkins qui font l'unanimité au sein du groupe. De Billy Corgan et ses citrouilles, Lionnel, Seb, Tom B. et Tom F. admirent avant tout la capacité à tresser les pathologies contradictoires : délicatesses neurasthéniques et fureurs hystériques en cohabitation permanente, comme sur ce morceau de Siamese Dreams intitulé Soma.
Après plus de dix ans à écumer les scènes de France et d'ailleurs, Soma passe la vitesse supérieure en 2009 et sort enfin un EP éponyme le 5 octobre qui sera suivi de leur premier album le 18 janvier 2010.
Incapable de trancher entre l'évidence des mélodies pop et l'agression salvatrice du rock, cet EP est à l'image de ses créateurs : il oscille constamment entre ces deux tendances, qui ne sont jamais aussi fortes que lorsqu'elles se télescopent lors d'heureuses collisions. Comme Get Down qui ouvre l'album sur ce qui ressemble à l'improbable combinaison d'un riff des Hives et des envolées pop discoïdes des Killers.
Ils réaliseront ensuite un rêve en faisant mixer leurs titres à Los Angeles par une de leurs idoles, Dave Sardy, qui a notamment produit Oasis, Cold War Kids, Jet ou les Dandy Warhols. Soma devenant le premier groupe français avec lequel l'Américain acceptera de travailler. Le groupe a fait un passage remarqué[réf. nécessaire] dans l'émission Taratata le 17 mars 2010, ainsi que dans l’émission L'album de la semaine sur Canal + en février 2010.
En studio, c’est la même histoire. Enregistré « en famille » pendant 23 jours au célèbre studio Vega de Carpentras avec le réalisateur Bertrand Montandon, Nobody’s Hotter Than God est dense, compact. Après des mois à répéter dans le home studio de Thomas, le groupe était prêt : le souffle est court, les mélodies pérennes. De plus, après l’intervention fructueuse de Dave Sardy sur leur premier opus, les garçons ont tapé dans l’œil (ou plutôt l’oreille) de Tony Hoffer – connu pour ses travaux avec Depeche Mode, Beck, Suede, Phoenix ou The Kooks. C’est donc avec un plaisir non dissimulé et en collaboration avec Soma que le prodigieux Américain a mixé ce deuxième album au studio Sound factory, à Los Angeles.
Soma joue le rock avec ses tripes, et la pop avec son cœur. Avec Nobody’s Hotter Than God, leur deuxième album sorti le 24 septembre 2012, la mélancolie n’a jamais été aussi enjouée. De l’ouverture trépidante du bien-nommé Henry VIII à la fin, chaloupe´ par des guitares imposantes, de Nobody’s Hotter Than God, et en passant par les chœurs addictifs du sémillant Rollercoaster, les Soma alignent des tubes évidents[non neutre].
Le premier single The Brightest side est sorti le 16 mars 2012 ; le second single Roller Coaster, fin août 2012. Le troisième single de l'album Letters to unwrite a quant à lui été revisité dans son mixage par le producteur français Pierrick Devin (Cassius / Dead Film Star) afin d'en délivrer un radio edit accompagné d'un clip dont la sortie est prévue courant mars 2013.

## Line Up
Formé à l'origine par Lionnel Buzac, leader chanteur et guitariste, et Sébastien Claret, guitariste, à l'orée de l'an 2000, le groupe s'est rapidement constitué grâce à la venue de Thomas Bitoun à la batterie et Thomas Fenouil à la basse cette même année.
En février 2011 Thomas Fenouil quitte le groupe et est remplacé par Xavier Fernandes, lequel est dans l'entourage de la bande depuis ses débuts. Ainsi naîtra le deuxième album studio de Soma.
En février 2015 le groupe se sépare après plus de 500 concerts durant 15 ans, 2 albums studio et plusieurs EP. 

## Discographie

### Albums studio
2004 : En Sourdine (autoproduit)

### EP
- 2002 : In The Princess' Arms (4 titres enregistrés chez Thierry Lalin à Istres)
- 2005 : Nuits Salées (5 titres)
- 2009 : Live Recording Session (4 titres live)
- 2009 : Soma (5 titres)
- 2012 : Rollercoaster (4 titres)

### Singles
- 2010 : Get down
- 2011 : The Backyard
- 2012 : The Brightest Side
- 2012 : Rollercoaster
- 2013 : Letters to unwritre

### Compilations
- 2007 : AOL musique avec le titre « Jeu de Dames »
- 2008 : Me myspace and My bands Itunes avec le titre « James dean »